# تيد كاثر
تيد كاثر (بالإنجليزية: Ted Cather)‏ هو لاعب كرة قاعدة أمريكي، ولد في 20 مايو 1889 في تشيستر في الولايات المتحدة، وتوفي في 9 أبريل 1945 في إلكتون في الولايات المتحدة.

## وصلات خارجية
- تيد كاثر على موقعبيزبول رفرنس.كوم (الدوري الرئيسي) (الإنجليزية)
- تيد كاثر على موقعبيزبول رفرنس.كوم (الدوري الثانوي) (الإنجليزية)
- تيد كاثر على موقع جمعية أبحاث البيسبول الأمريكية (الإنجليزية)